# Emirates Crown
El Emirates Crown es un rascacielos de 296 m de altura con 63 plantas, que se localiza en Dubái, Emiratos Árabes Unidos. Su construcción finalizó en el 2008, convirtiéndose en aquel momento en el 6º rascacielos más alto de Dubái. Actualmente ocupa el puesto 24º como rascacielos más alto de Dubái.